# Hosjö kyrka
Hosjö kyrka är en kyrkobyggnad i stadsdelen Hosjö i Falun. Den är församlingskyrka för Vika-Hosjö församling i Västerås stift. Byggnaden ligger på en höjd, lite avskilt från övriga samhället.

## Kyrkobyggnaden
Kyrkan uppfördes 1663 och är en liten röd träbyggnad med torn. Dess ursprungliga status var som kapell till Vika kyrka, vilken var sockenkyrka i Vika socken. Någon gång på 1970-talet blev kapellet kyrka. Kyrkan omges av en kyrkogård, några hundra meter därifrån finns ytterligare en kyrkogård samt en minneslund. I kyrkans närhet finns även prästgård, församlingshem, och ett antal naturminnesförklarade gamla tallar. 
Tornet hade ursprungligen en låg spira på en lökkupol, men vid en ombyggnad 1880 fick tornet det nuvarande utseendet. I tornet hänger två klockor, en större från 1683 och en mindre från 1669.
Före ombyggnaden 1880 var koret bredare än idag, då det fanns en sakristia åt norr och ett förråd åt söder. Målningen på korväggen är utförd av Jerk Werkmäster och föreställer Bergspredikan. Som åskådare till predikan står Hosjöbor i Vikadräkt, vid Galileiska sjön i form av Runn.

## Inventarier
Krucifixet i fönstret vid altaret skänktes till kyrkan 1759. Två oljemålningar från 1700-talet hänger på korets vägg, den ena föreställande Jesu dop och den andra Nattvarden. Kyrkans predikstol är från 1600-talet och genomgick en restaurering 1952. Vid samma tillfälle återställdes kyrkans bänkar till det utseende de hade på 1600-talet. Dopfunten i trä är från samma tidsperiod som predikstolen. På väggarna hänger porträtt av kung Karl XI, skolpionjären Anders Lundström, biskop Lars Benzelstierna och biskop Jesper Swedberg. 1989 byttes orgeln ut, den gamla var från 1941.

### Orgel
- 1855 byggde Jonas Wengström, Ovanåker en orgel med 6 stämmor, en manual och pedal.
- 1908 byggde Johannes Magnusson, Göteborg en orgel med 9 stämmor, en manual och pedal.
- 1941 byggde Åkerman & Lund, Sundbybergs stad en orgel med 13 stämmor, två manualer och pedal.
- Den nuvarande orgeln byggdes 1988 av Åkerman & Lund Orgelbyggeri AB, Knivsta och är en mekanisk orgel. Fasaden är samtida med orgeln.

| Manual I     | Manual II  | Manual I eller II | Pedal      | Koppel |
| Principal 8' | Gedackt 8' | Flöjt 4'          | Subbas 16' | I/P    |
| Rörflöjt 8'  | Fugara 8'  | Quinta 3'         |            | II/P   |
| Octava 4'    |            | Octava 2'         |            | II/I   |
|              |            | Flöjt 2'          |            |        |
|              |            | Ters 1 3/5'       |            |        |
|              |            | Vox virginea 8'   |            |        |
|              |            | Tremulant         |            |        |

#### Kororgel
- 1983 byggde Åkerman & Lund Orgelbyggeri AB, Knivsta en mekanisk kororgel.

| Manual       |
| Borduna 8'   |
| Flöjt 4'     |
| Principal 2' |
| Sedecima 1'  |

## Galleri

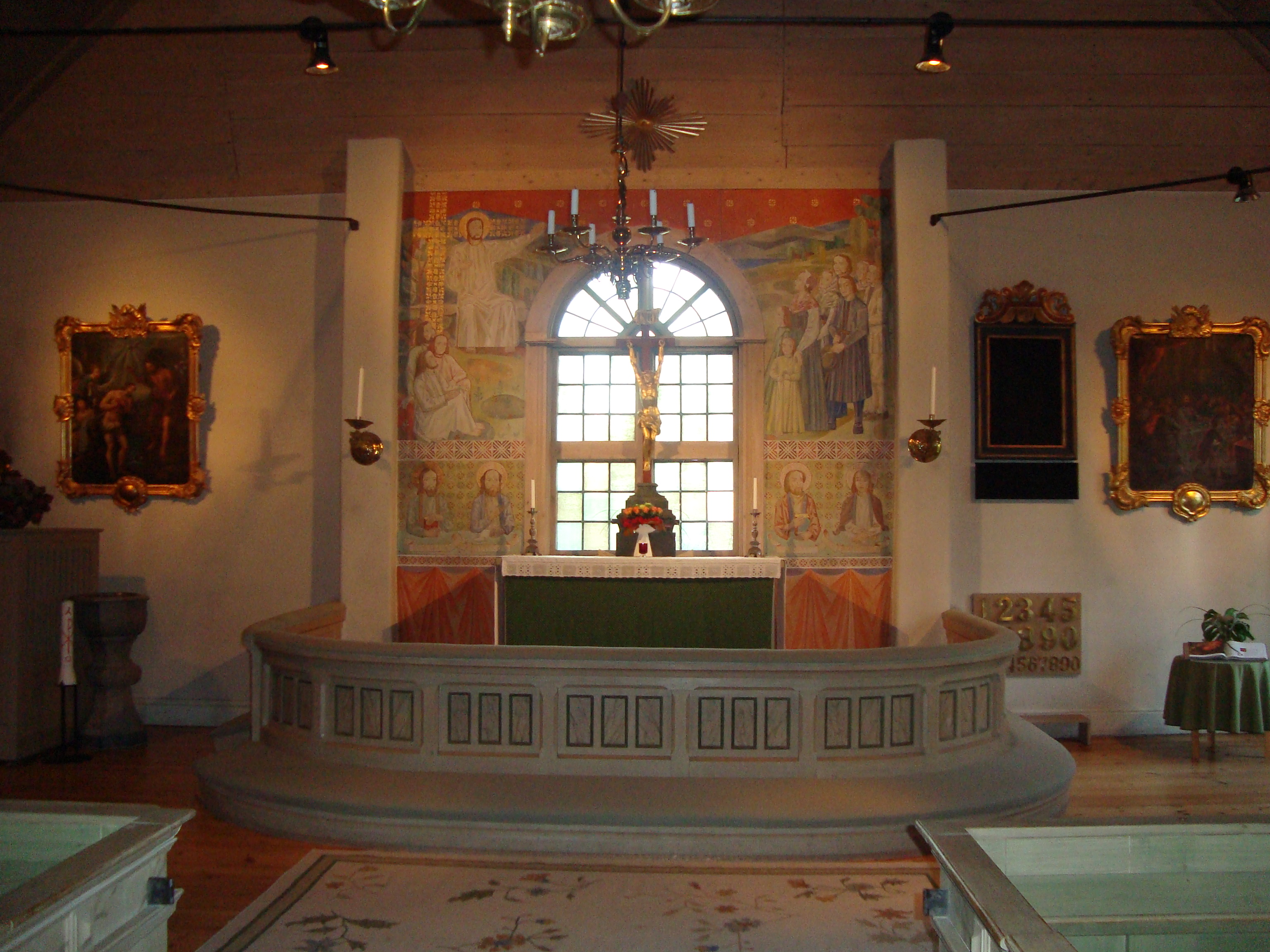
Koret
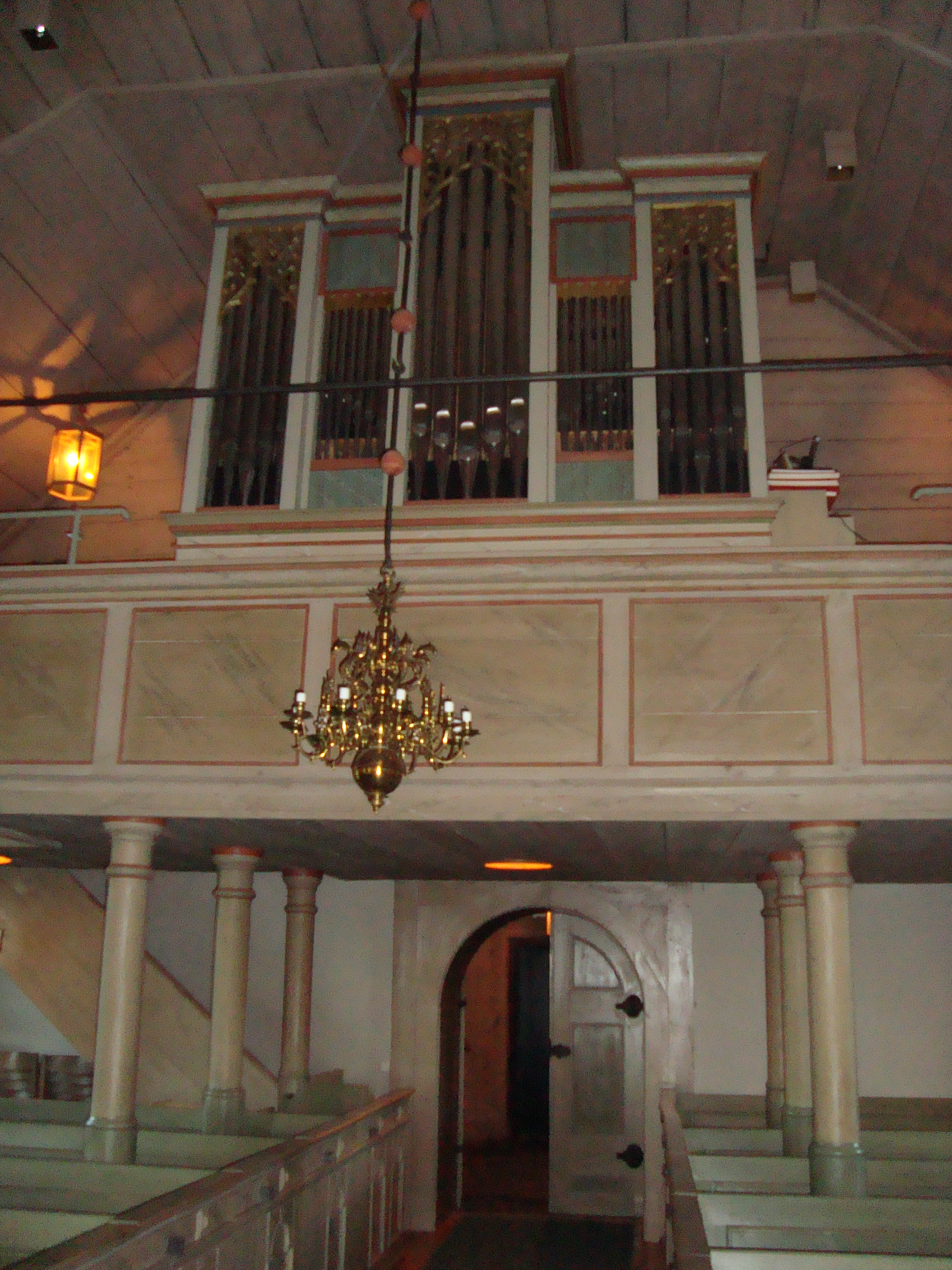
Orgelläktaren
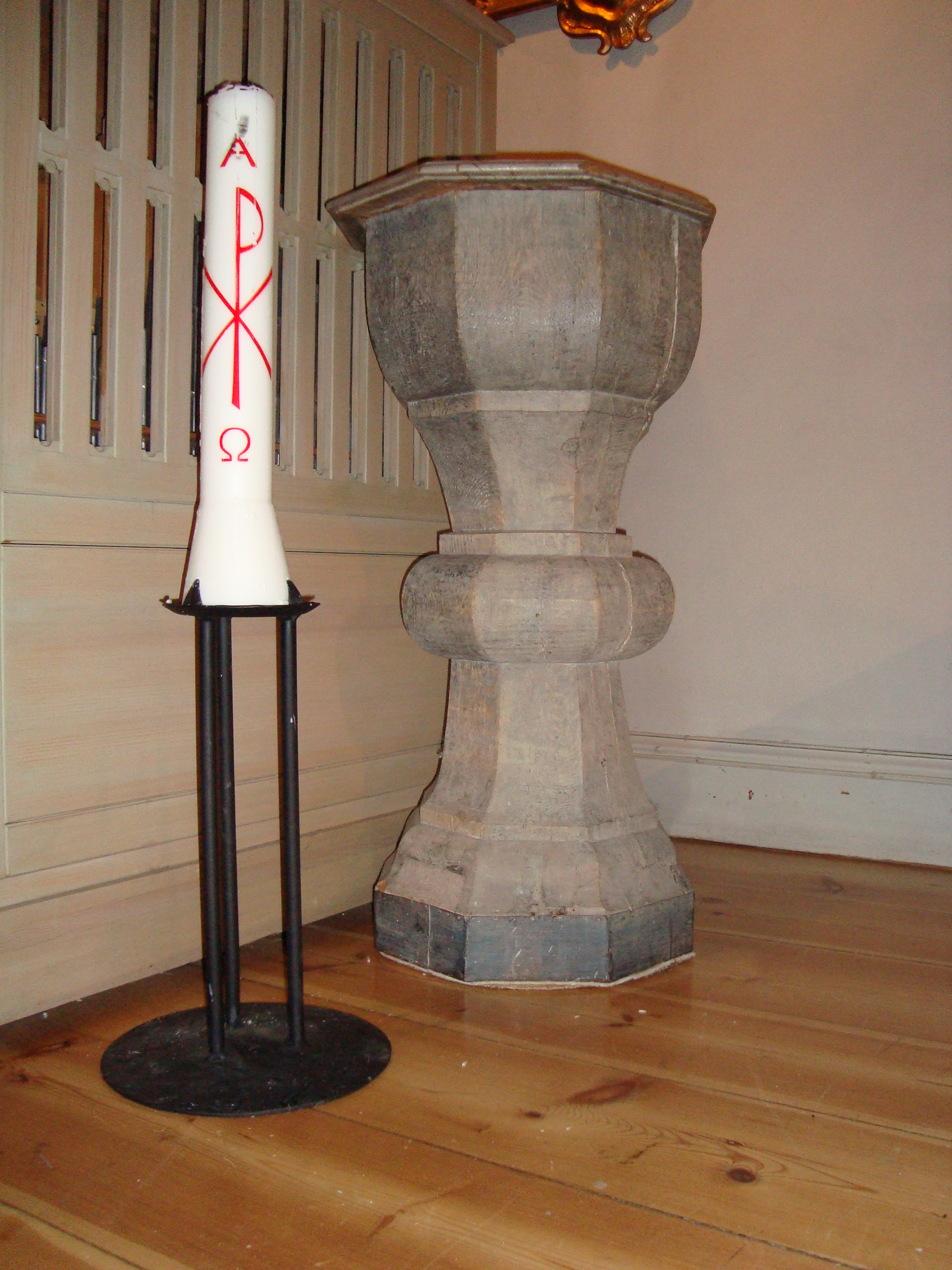
Dopfunten
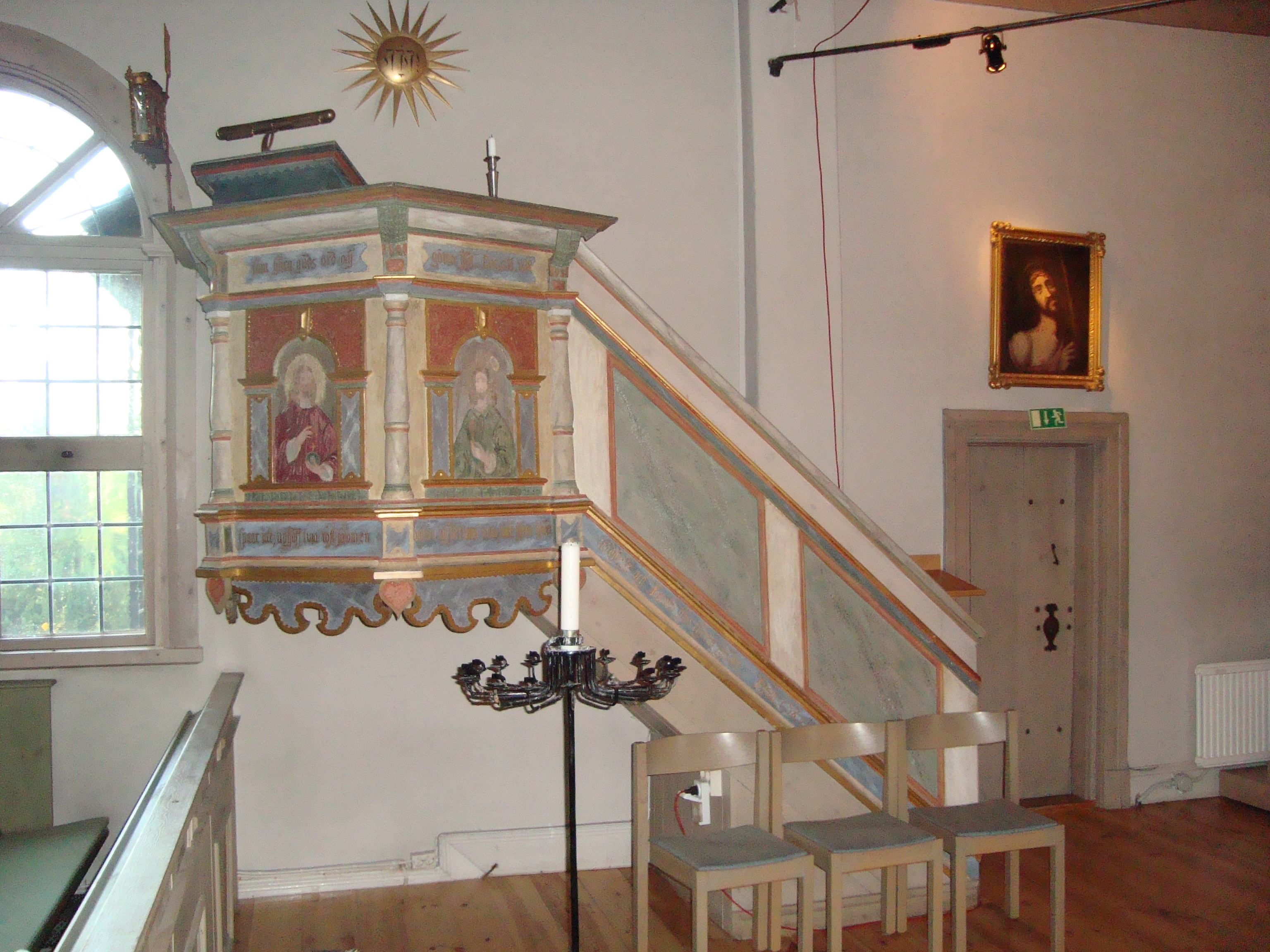
Predikstolen